# Give Me All Your Luvin'
"Give Me All Your Luvin'" je pjesma američke pjevačice Madonne s dvanaestog studijskog albuma MDNA. Na singlu ugošćuje pjevačice M.I.A.-u i Nicki Minaj a pjesma je objavljena 3. veljače 2012. To je prvo Madonnino izdanje u novoj izdavačkoj kući Interscope Records s kojom je sklopila ugovor za sljedeća tri albuma. Madonna je potvrdila da će pjesmu izvesti 5. veljače 2012. na poluvremenu 46. izdanja Super Bowl 2012. Demosnimka je procurila na internet 8. studenog 2011., a ta verzija sadrži samo Madonnin vokal.

## Pozadina
Madonna je u prosincu 2010. napisala na svoju Facebook stranicu: "Sad je službeno. Moram se kretati. Moram se znojiti. Moram napraviti novu glazbu. Glazbu na koju mogu plesati. Tražim majluđe, najbolesnije i najopasnije ljude za suradnju...." Odlučila se na suradnju s M.I.A.-om i Nicki Minaj jer su prema njezinim riječima one nezavisne djevojke s jedinstvenim glasovima, te da voli glazbu koju one promoviraju. Također je rekla: "One nisu običen pop zvijezde, i zaista se dvimim objema. Stvarno ih volim obje." M.I.A. je rekla kako je ova suradnja uspjeh na koji bi njezina majka bila ponosna, "više nego što je "Galang" prvi puta objavljen". nakon što je za BBC Radio 1 potvrdila nastup 5. veljače 2012. na Super Bowl 2012 zajedno s Madonnom i Minaj, otkrila je razloge suradnje s Madonnom. Tako je rekla: " Kao glazbenice, mi smo dvije žene i predstavljamo dvije različitre strane svijeta. Ako možemo surađivati na pjesmi ili na nastupu poput Super Bowla, mislim da bi to trebalo biti cool stvar za pogledati."

## Objavljivanje pjesme
Dva su isječka demosnimki procurila na internet 8. studenog 2011. Kasnije za vrijeme istog dana je procurila cijli demopjesme pod nazivom "Give Me All Your Love". Prema Billboardu, "u roku od nekoliko sati, to je postala jedna od 10 najboljih svjetskih tema na Twitteru." Nakon što je demosnimka objavljena, Madonnin manager Guy Oseary je napisao na Twitter: "Plan je bio objaviti novu glazbu u novoj godini. Vrlo sam sretan pozitivnom reakcijom na demosnimku, ali sam također i uzrujan zbog toga što je netko postavio pjesmu na internet!!!!!!! molimo sve fanove da nam pomognu i ukažu na nova objavljivanja pjesme. imamo mnogo toga za vas. ali molim vas da poštujete proceduru." Na toj demosnimci nije bilo vokala pjevačice M.I.A.-e, koja je kasnije na Twitteru potvrdila suradnju na toj pjesmi.
Policija je 22. prosinca 2011. uhitila 31-godišnjeg muškarca iz Španjolske koji je objavio demosnimke. Potvrdili su inicijale tog čovjeka kao J.M.R. i opisali ga kao "velikog Madonninog obožavatelja", te su pronašli snimke pjesme.
Interscope Records je 29. siječnja 2012. obznanio naslov pjesme, "Give All Your Luvin'" i da će biti objavljena 3. veljače 2012. Pjesmu su napisali Madonna, Martin Solveig, Nicki Minaj i M.I.A, dok su Madonna i Solveig ujedno i producenti. Pjesma će biti njezin debitantski singl iz ugovora s Live Nation Entertainmentom koji je potpisala 2007. godine. Ovim ugovorom su dogovorena tri albuma s Interscope Recordsom koji će biti zadužen za distribuciju albuma i singlova. "Give Me All Your Luvin'" će 7. veljače 2012. biti poslan na američke mainstream radio postaje.

## Komentari kritičara
"Give Me All Your Luvin'" je primio raznolike komentare kritičatra. Jim Farber iz New York Daily News misli kako je pjesma "čisti balon žvakače gume, sličniji njezinom singlu "Burning Up" nego novijim klupskim hitovima. Samo rap majstorice poput Nicki Minaj i M.I.A.-e nam govore o kojem se stoljeću zbilja radi." Michael Cragg iz The Guardiana piše: " Nije loše. Glazbeno je to četiri minute uživanja, s odskakujućim beatovima, akustičnim rifovima i navijačkim pjevanjem poput Gwen Stefani, ali postoji nešto slabo u Madonninoj isporuci. Obzirom na svu ljubav koju ona zahtjeva, mislili bi ste da će biti više uzbuđena." O rap dijelovima kaže: "Minaj je odradila stvarno dobar posao, njezin tipičan rap u kojemu pokušava izreći što više riječi u deset sekundi, a Mia je više lakonskim otezanjem u govoru izgubila zamah." Andrew Hampp iz Billboarda je pjesmi dao negativni komentar: "madonna nije zvučala ovako robotično još od svog posljednjeg albuma Hard candy." Sal Cinquemani iz Slant pjesmi daje raznolike komentare, opisujući je kao "izrazito površnu" i "pamtljivu", ali isto tako da "male čari - poput pop gitare 60-ih, starih videoigrara i referenci na njezine prijašnje pjesme - u najboljem su slučaju prolazne." Gostovanje Nicki Minaj i M.I.A.-e je ocjenio kao "razlog za dodatnu komercijalnost". PopCrush je više dao pozitivne komentare hvaleći "zaraznu kvalitetu koja odmah ulazi u glavu." Jody Rosen iz Rolling Stone je pjesmi dodijelila negativnu ocjenu, ocjenivši tekst i kompoziciju kao "isprekidane", te je također nezadovoljna njezinom "agresivnom i napadačkom čudnoćom".

## Glazbeni video
Nicki Minaj je 8. prosinca 2011. na Twitteru objavila kako snima glazbeni video za pjesmu "Give Me All Your Luvin'". MegaForce je redatelj glazbenog videa. Isti tjedna se odvijalo i snimanje za naslovnicu albuma. Tema glazbenog videa su nogomet i navijačice, što je inspirirano Madonninim nastupom na Super Bowlu. neki isječci iz videa su objavljeni 2. veljače 2012. u American Idol, dok je sljedeći dan video u cijelosti objavljen na Madonninoj YouTube web stranici.

## Izvedbe uživo
U prosincu 2011. potvrđeno je kako će Madonna nastupiti na poluvremenu Super Bowla na Lucas Oil Stadium u Indianapolis, Indiana. Madonna je za produkciju showa surađivala s Cirque du Soleil, te je ona bila izabrana između nje i amerike pjevačice Lady Gage. Probe za izvedbu na poluvremenu su sveukupno trajale oko 320 sati. Sadržavale su dvadesetak plesnih lutaka, sedamnaest glavnih plesača, dvije stotine članova crkvenog zbora, te stotinjak bubnjara. Trideset i šest projektora je stvaralo sliku za svjetlosni spektakl, dok je madonna nosila 120 pojedinačnih trepavica. Madonna je izvela "Give Me All Your Luvin'" s Nicki Minaj i M.I.A.-om. Prvo je izvela "Vogue", potom "Music" (zajedno s LMFAO koji su ubacili svoje pjesme "Party Rock Anthem" i "Sexy and I Know It"), "Give Me All Your Luvin'" te "Open Your Heart"/"Express Yourself" uvod u "Like a Prayer" (zajedno s Cee Lo Greenom). Madonnu je na stadion donijelo 150 ljudi nosača koji su nosili samo crno donje rublje koje je dizajnirao Calvin Klein. Doveli su je na vrhu zlatnog trona, a težio je oko 550 kg. Nakon što je show počeo i nakon što je završio, skupina od 250 volontera je sastavila i rastavila pozornicu za šest minuta. Nastup je privukao medijsku pozornost, posebno nakon što je M.I.A. pokazala srednji prst u kameru. Nakon tog incidenta, i NBC i National Football League su se ispričali zbog njezinog postupka.

## Popis pjesama i formata
| - Digitalni download 1. "Give Me All Your Luvin'" (featuring Nicki Minaj and M.I.A.) – 3:22 - Digitalni download – Party Rock Remix 1. "Give Me All Your Luvin'" (Party Rock Remix) (featuring LMFAO and Nicki Minaj) – 4:03 - CD singl 1. "Give Me All Your Luvin'" (featuring Nicki Minaj and M.I.A.) – 3:22 2. "Give Me All Your Luvin'" (Party Rock Remix) (featuring LMFAO and Nicki Minaj) – 4:01 | - Digitalni remix EP 1. "Give Me All Your Luvin'" (Laidback Luke Remix) – 6:05 2. "Give Me All Your Luvin'" (Nicky Romero Remix) – 5:54 3. "Give Me All Your Luvin'" (Party Rock Remix) (featuring LMFAO and Nicki Minaj) – 4:02 4. "Give Me All Your Luvin'" (Sultan + Ned Shepard Remix) – 5:59 5. "Give Me All Your Luvin'" (Oliver Twizt Remix) – 4:48 6. "Give Me All Your Luvin'" (Demolition Crew Remix) – 7:02 |

## Uspjeh na ljestvicama
| Ljestvica (2012)                    | Najviša pozicija |
| ----------------------------------- | ---------------- |
| Australija                          | 25               |
| Austrija                            | 11               |
| Belgija (Flandrija)                 | 5                |
| Belgija (Valonija)                  | 3                |
| Danska                              | 16               |
| Finska                              | 1                |
| Francuska                           | 3                |
| Irska                               | 11               |
| Italija                             | 2                |
| Japan                               | 3                |
| Kanada                              | 1                |
| Mađarska                            | 2                |
| Nizozemska                          | 2                |
| Novi Zeland                         | 29               |
| Njemačka                            | 8                |
| Španjolska                          | 2                |
| Švedska                             | 60               |
| Švicarska                           | 6                |
| Ujedinjeno Kraljevstvo              | 37               |
| US Billboard Hot 100                | 10               |
| US Pop Songs (Billboard)            | 24               |
| US Hot Dance Club Songs (Billboard) | 1                |

| Država            | Certifikacija |
| ----------------- | ------------- |
| Italija           | Platinasta    |
| Sjedinjene Države | Zlatna        |

## Datumi objavljivanja
| Država                 | Datum            | Format             | Izdavač            |
| ---------------------- | ---------------- | ------------------ | ------------------ |
| Svijet                 | 3. veljače 2012. | digitalni download | Interscope Records |
| Sjedinjene Države      | 7. veljače 2012. | Top 40/Mainstream  | Interscope Records |
| Njemačka               | 2. ožujka 2012.  | CD                 | Universal Music    |
| Poljska                | 6. ožujka 2012.  | CD                 | Universal Music    |
| Ujedinjeno Kraljevstvo | 19. ožujka 2012. | CD                 | Polydor            |